# Clara Andrés
Clara Andrés (Oliva, la Safor, 1977) és una cantautora valenciana. Fins al 2021 ha produït tres àlbums, el 2019 va col·laborar amb el duo Júlia a llur coproduït L'eix radical.

## Biografia
S'inicia als estudis musicals a l'Agrupació Artística Musical d'Oliva on tocava l'oboè i formava part de la coral i al mateix temps, Clara Andrés inicia d'una manera autodidacta l'aprenentatge de la guitarra, que la durà a fer els seus primers esbossos de cançons.
No és fins al 2000 quan comença a fer-se sentir públicament com a cantautora en diferents esdeveniments, sobretot a la ciutat de València: Jam'sautors a la sala Matisse; el dia de la dona a la seua de Ca Revolta; Universitat d'Estiu de l'Horta a Campanar, concert a l'Ateneu de Russafa, etc.
Grava de manera amateur part d'aquestes cançons en diverses maquetes. Però trobem la seva carta de presentació a la maqueta Inici, autoeditada i enregistrada a la Fournier (la Garriga) el 2005. L'èxit de la maqueta fou immediat. Inici dugué a Clara Andrés a participar en el Mercat de Música Viva de Vic l'any 2005, a la sala Espai de Barcelona per al programa De prop de TV3, a ser finalista del premi Sona9 l'any 2006 i a formar part amb la cançó «Hui fa vent» de la banda sonora de la pel·lícula Dies d'agost del Marc Recha.
Dies i dies és el seu primer disc, autoeditat i enregistrat també a la Fournier (la Garriga) a la tardor del 2007, on es recullen part de les cançons de la maqueta i altres de noves. En aquest disc les seves cançons destaquen per una lírica propera que descriu situacions brillantment i amb una veu càlida. Va rebre dos premis als Premi Ovidi Montllor l'any 2008 de la mà de Joan Manuel Serrat, un als millors arranjaments musicals i l'altre a la millor cançó amb «Dies i dies». Aquest mateix any, Clara Andrés va ser reconeguda amb el primer premi del Premi Miquel Martí i Pol un nou guardó musical promogut per Lluís Llach. Va ser l'escollida entre els cinc finalistes d'aquest premi creat en memòria de Miquel Martí i Pol per tal de premiar la millor poesia musicada en català del darrer any. La cantautora obtingué el reconeixement per l'adaptació del poema «Personatges», de Josep Pedrals.
Clara Andrés va participar en Musiquetes per la Bressola cantant «Transformacions», tema que interpretà el 22 d'octubre de 2008 a l'Auditori de Barcelona al concert «Fem sonar les Musiquetes».
No deixa de participar activament en actes i events com els certàmens dels anys 2009 i 2010 del poefesta «Festival de Poesia d'Oliva». L'octubre del 2010 apareix el seu disc Huit, enregistrat a la Fournier. Es presenta com un disc...cret que comença i acaba en poc més de vint minuts. Recull huit cançons teixides per una banda més madura, on la senzillesa i la discreció en el detall esdevenen el seu propòsit.
El maig del 2014 s'ha publicat Entrelinies, tercer treball discogràfic de l'autora. Un conjunt de 9 cançons, o 8 i una entrelínia, teixides com un tot, una peça que té un ordre coherent i que vol contar una història. Parla llavors d'un «després», d'un moment sentimental passat, unes entre línies que t’acompanyen i que formen part de tu. El seu to, tot i ser nostàlgic, és sobretot reconciliador. Obri un calaix de moments viscuts, n'agafa les entre línies, el torna a tancar i continua.
El 2019 va produir l'àlbum L'eix radical, com una col·laboració amb el duo Júlia.

## Discografia
- Inici (2005, maqueta)[5]
- Dies i dies (la Fournier, 2008)[6]
- Huit (Chesapik, 2010)[6]
- Entrelinies (Mésdemil, 2014)

com Júlia & Clara Andrés
- L'eix radical (Sotabosc, 2019)